# Elisabeth (musical)
Elisabeth es un musical vienés de lengua alemana encargado por la compañía teatral Vereinigte Bühnen Wien (VBW), con guion y letra de Michael Kunze, y música compuesta por Sylvester Levay. El espectáculo, estrenado en 1992, narra la vida y la muerte de Isabel de Baviera, emperatriz consorte de Austria, esposa del emperador Francisco José I de Austria. Se ha traducido en siete lenguas y se ha visto por más de diez millones de espectadores en el mundo, el cual lo hace el musical de lengua alemana con más éxito de todos los tiempos. A julio de 2025, este musical aún no se presenta en el mundo hispanohablante.

## Información general
Este musical narra la historia de Elisabeth (Isabel de Baviera, conocida por el apodo "Sisi"), desde su compromiso y matrimonio en el año 1854 hasta su asesinato en el año 1898, cometido por el anarquista italiano Luigi Lucheni. Toda su historia se desarrolla en torno a su cada vez mayor obsesión con la Muerte, su matrimonio, y su imperio desmoronándose alrededor de ella en el punto del gran cambio del siglo.  

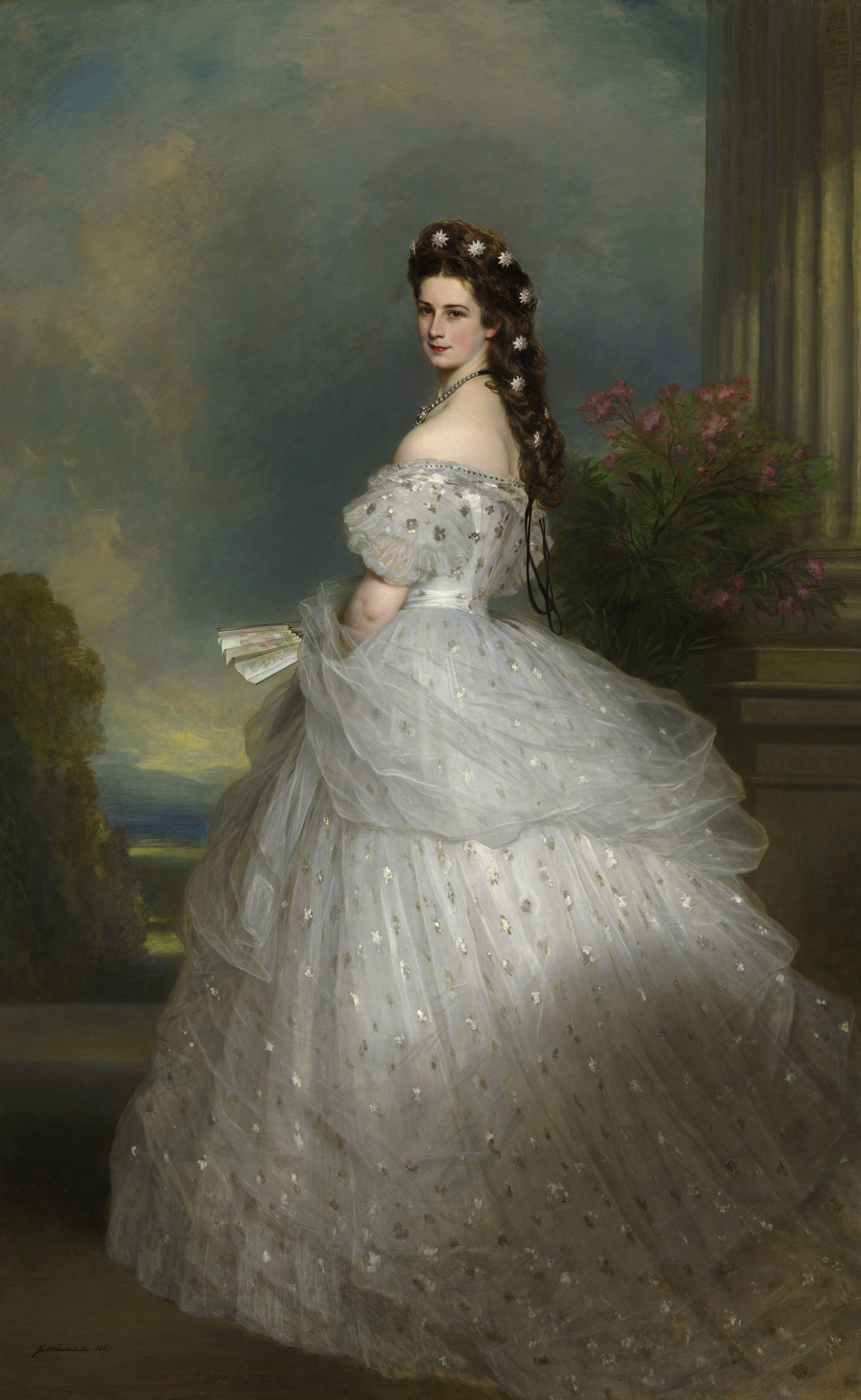
Retrato dipujado por Franz Xaver Winterhalter en el año 1865. En el escenario final del acto uno de este espectáculo, Sisi se presenta con este vestuario.

## Sinopsis
El espectáculo se abre en el “mundo de los muertos”, donde la Juez está interrogando a Luigi Lucheni sobre por qué ha matado a la emperatriz Isabel. Lucheni declara que lo hizo sólo porque la propia Elisabeth quería morir, pues llevaba toda la vida enamorada de la Muerte, y viceversa. Lucheni trae a sus testigos, que son las aristocracias muertas de la era pasada y nos lleva al pasado, donde sirve como un narrador sarcástico de los acontecimientos que dirigen a la transformación, en que la Sisi simpática e inocente se convierte en la invertida e infame Elisabeth, que es emperatriz consorte de Austria y reina consorte de Hungría, y también se dirigen hacia su declive en sus años posteriores hasta su asesino.   
A una edad joven, Sisi, que crecía en un ambiente aparentemente sin melancolía, se encuentra por la primera vez con la Muerte, con lo cual se inicia el entramado de amor y odio que durará toda su vida. Lucheni declara que Franz Joseph, emperador de Austria, se opuso por primera vez a su dominante madre cuando eligió a Elisabeth como su novia, iniciándose una cadena de acontecimientos que finalmente derribará el imperio de Habsburgo. Y no cuesta mucho tiempo que Elisabeth comience a arrepentirse de su supuestamente “matrimonio de cuentas de hadas”. Se siente abandonada por su descuidado marido, sufre abusos psicológicos por parte de su posesiva suegra, y está deprimida crónicamente debida a su soledad. Sólo hay una cosa que la permite estimular su humor, y es la sombra oscura y sensual de la Muerte; pero Elisabeth es renuente a la hora de consumar su relación. Cuando la Muerte le arrebata a Sophie, su pequeña hija, la tragedia golpea a la joven emperatriz extremamente, pero ella aún rechaza rendirse a la Muerte. 
Después de que sus otros dos niños, incluido su único hijo Rudolf, le sean arrebatados de su lado, Elisabeth se encallece y se hace fría y egoísta. Ha aprendido que sólo a través de negociar fuertemente con su ventaja, que es su belleza, conseguirá lo que quiera. Entonces, Elisabeth recupera la custodia de Rudolf y se reconcilia con su marido y encuentra nuevos significados en su vida cuando ayuda a unir a Austria y a Hungría. Pero su propuesto recién encontrado le hace abandonar a su psicológicamente delicado hijo incluso más, el cual entra en una profunda depresión, creándose un lazo entre él y la Muerte. 
Al final, la soledad de Rudolf y la presión de su padre hacen que se rompa totalmente y abrace a la Muerte, suicidándose en Mayerling junto con su amante, Mary Vetsera. El suicidio de su hijo hace que Elisabeth se derrumbe completamente e implore a la Muerte que la lleve consigo. Sin embargo, su desdeñosa amante, la Muerte, ahora rechaza llevarla consigo y la rechaza con determinación. 
Se pasa otra década. En luto permanente, Elisabeth todavía viaja sin destino, desde un lugar hacia otro, intentando en vano escaparse de su miedo al vacío. A veces Franz Joseph la visita, suplicándole que regrese a Viena. El emperador cree profundamente que el amor es la respuesta ante todas las tristezas, pero Elisabeth rechaza su petición diciendo que a veces el amor simplemente no es suficiente para curar las heridas añejas. 
El último clímax del musical es la pesadilla de Franz Joseph, a quien se le presenta una visión horrible del derrumbamiento de la dinastía de los Habsburgo. Así, él por fin se encuentra con su rival misterioso. Franz Joseph presencia que la Muerte lanza una daga a Lucheni, pero, aplastado por el peso del escudo de su imperio, es incapaz de salvar a su esposa.

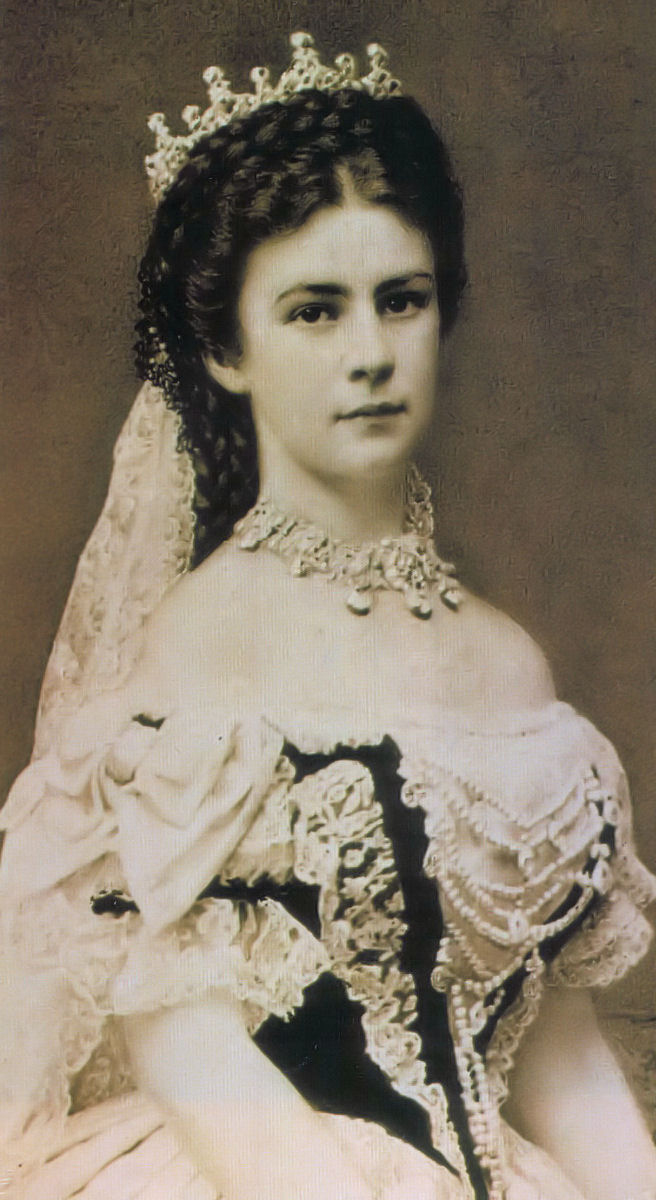
El retrato de emperatriz Isabel en su vestido de coronación de ser reina consorte de Húngría, tomado por Erzsebet kiralyne en el año 1867.En la primera canción de Elisabeth en el segundo acto del espectáculo, Cuando quiero danzar, ella se presenta con este vestuario.

En el día 10 de septiembre del año 1898, cuando está en Ginebra, a punto de embarcar, Elisabeth es herida mortalmente por una lima toscamente afilada que la apuñala en su corazón. Cuando se tiende muriendo, la Muerte viene a cobrar su espíritu con un beso. El espectáculo termina con el abrazo de Elisabeth y la Muerte.  

## Personajes principales
Elisabeth (Isabel de Baviera), emperatriz de Austria y después reina consorte de Hungría
La Muerte, la personificación
Luigi Lucheni, un anarquista y el asesinato de Elisabeth. El narrador del espectáculo
Franz Joseph (Francisco José I de Austria), emperador de Austria y después rey de Hungría
Archiduquesa Sophie (Sofía de Baviera), la autocrática madre de Franz Joseph
Rudolf (Rodolfo de Habsburgo), hijo de Elisabeth y Franz Joseph, príncipe heredero de Austria
Max (Maximiliano José de Baviera), Duque de Bavaria, padre de Elisabeth
Ludovika(Ludovica de Baviera), Duquesa de Bavaria, madre de Elisabeth y hermana de Sophie
Hélène (Elena de Baviera), hermana de Elisabeth
Condesa Esterházy, institutriz de la Casa de Baviera
Conde Grünne, asesor de Franz Joseph
Cardenal arzobispo Rauscher, cardenal de la Iglesia católica
Príncipe Schwarzenberg, ministerio del estado
Frau Wolf, maestra de un prostíbulo en Viena

## Lista de canciones
Se han añadido canciones adicionales para algunas producciones de Elisabeth que no se presentan en todas las funciones. También se intercambia el orden de las canciones, el cual es el elemento de distinción más evidente entre la versión de Alemania y la de Viena. La lista de canciones y su orden, con el título en español, se basa en la producción original de Viena excepto que se especifique lo contrario.

### Acto Ⅰ
Prológo (Prolog) – La Juez, Lucheni, la Muerte
Como tú (Wie du) - Elisabeth, Max
Bienvenidos, todos ustedes- (Schön, euch alle zu she'n) Ludovika, Hélène, Familia
No vengas sin salir (Kein Kommen ohne Geh'n) – La Muerte (solo en las versiones húngara y japonesa (cantada por la Muerte y Elisabeth en la versión de Viena en 2012)
Príncipe Oscuro (Schwarzer Prinz) - Elisabeth (originalmente una repetición directa de Como tú, reescrita para el estreno holandés y producciones posteriores, borrada en la producción de Viena en 2012)
A todos se les da lo justo (Jedem gibt er das Seine) - Sophie, Franz-Joseph, el Corte
Tal como se planea y piensa (So wie man plant und denkt...) - Lucheni, Sophie, Hélène, Elisabeth, Franz Joseph
Ya nada es difícil (Nichts ist schwer) – Franz Joseph, Elisabeth
Se han preguntado tantas cosas (Alle Fragen sind gestellt) – Coro de boda, (y la Muerte en las producciones japonesas)
No es digna (Sie passt nicht) - Sophie, Max, Invitados de la boda
La última danza (Der letzte Tanz) – La Muerte
Una emperatriz debe brillar (Eine Kaiserin muss glänzen) - Sophie, Condesa Esterházy, Damas de compañía
Yo me pertenezco a mí (Ich Gehör Nur Mir) - Elisabeth
Los primeros cuatro años (Die Ersten Vier Jahre) - Lucheni, Elisabeth, Sophie, Damas de compañía, Franz-Joseph, El Courte, Los húngaros (el final reescrito completamente para la producción de Takarazuka y parcialmente para la versión húngara.)
Las sombras crecen (Die Schatten werden länger) – La Muerte
El alegre Apocalipsis (Die fröhliche Apokalypse) - Lucheni, un estudiante, un periodista, un poeta, un profesor, camarero de café, patrones
Niño o no (Kind oder nicht) - Sophie, Condesa Esterházy, Joven Rudolf (aparece desde el estreno alemán y las producciones subsiguientes, excepto la de Takarazuka.)
Elisabeth, abre la puerta, mi ángel (Elisabeth, mach auf mein Engel) – Franz Joseph, Elisabeth, La Muerte
Leche (Milch) - Lucheni, los pobres (y La Muerte en la producción de Takarazuka)
Tratamiento de belleza (Schönheitspflege) - Condesa Esterházy, Damas de compañía
Solo quiero decirte (Ich will dir nur sagen) (Repetición de Yo me pertenezco a mí) – Franz Joseph, Elisabeth, La Muerte (originalmente solo Franz Joseph and Elisabeth en la producción original de Viena y la húngara)

### Acto Ⅱ
Kitsch (en este caso significa recuerdos ramplones) (Kitsch) - Lucheni
Éljen (que sería "viva..." en español) (Éljen) – Multitud húngara, Lucheni (y La Muerte en las producciones japonesas)
Cuando quiero bailar (Wenn ich tanzen will) – La Muerte, Elisabeth
Mamá, ¿dónde estás? (Mama, wo bist du?) - Joven Rudolf, La Muerte
Mamá, ¿dónde estás? (Repetición) (Mama, wo bist du? Reprise) – Joven Rudolf, La Muerte (solo en la producción original holandesa; el escenario se mezcló en el espacio de una canción más anterior al acto uno)
Está loca (Sie ist verrückt) - Elisabeth, Señorita Windisch
Nada, nada, nada en absoluto (Nichts, nichts, gar nichts) – Elisabeth (originalmente era una danza con Elisabeth como Titania de El sueño de una noche de verano, se omite la segunda parte de la canción en la producción de Takarazuka)  
Yo me pertenezco a mí (Repetición) (Ich Gehör Nur Mir Reprise) - Elisabeth (solo en producciones de Takarazuka)
Nosotros o ella (Wir oder sie) - Sophie, el Corte
No hay buenos genes (Nur kein Genieren) - Dama Wolf, Lucheni, Putas
La última oportuinidad (Maladie) (Die letzte Chance (Maladie)) - La Muerte, Elisabeth
Entre los sueños y la realidad (Zwischen Traum und Wirklichkeit) - Elisabeth (sólo en las producciones japonesas de Toho de 2000 y 2001, también se interpretó para la grabación oficial de la producción de Stuttgart, aunque no se utilice en el show)
Pelea entre madre e hijo (Streit Mutter und Sohn)- Franz Joseph y Sophie
Bellaria (Bellaria) - Sophie (apareció por primera vez en las producciones de Hungría y Japón que abrieron en 1996; se ha presentado en todas las producciones desde entonces, excepto en la producción de Takarazuka)
Los años inquietos (Die rastlosen Jahre) – Franz Joseph, El corte, Damas de compañía
Caza (Jagd) – Una canción que habla del viaje de Elisabeth en Europa en la producción original de Viena (dejado fuera en todas las producciones excepto la húngara)
Las sombras crecen (Repetición) (Die Schatten werden länger (Reprise)) - La Muerte, Rudolf
Pelea entre padre e hijo (Streit Vater & Sohn) - Rudolf, Franz Joseph (se vio por primera vez en las producciones de Dinamarca y Essen, después se insertó en el revival vienés y las producciones alemanas que siguieron)
Odio (Hass) - Antisemitas y Lucheni (dejada fuera en las producciones de Takarazuka debido al contenido controversial)
Conspiración (Verschwörung) - Rudolf, nacionalistas húngaros, La Muerte (se aparece en la producción vienés; extendida para la versión de Takarazuka)
Como tú (Repetición) (Wie du (Reprise)) - Elisabeth, la fantasma de Max (no está en la producción de Takarazuka)
Si yo fuera tu espejo (Wenn ich dein Spiegel wär) - Rudolf, Elisabeth
El vals de Mayerling (Mayerling-Walzer) - Rudolf, La Muerte, Mary Vetsera (orquestaciones expandidas en la producción de Takarazuka desde la presentación de Star Troupe en 1996 y se usa para las versiones actuales)
Rudolf, ¿dónde estás? (Endechas) (Rudolf, wo bist du? (Totenklage)) - Elisabeth (un dueto con el fantasma de Sophie en las producciones de Dinamarca y Hungría)
No vengas sin salir (Repetición) (Kein Kommen ohne Geh'n Reprise) - La Muerte (sólo en las producciones de Takarazuka)
Mis nuevas mercancías (Repetición de Kistch) (Mein neues Sortiment) (Kitsch reprise) - Lucheni
Barcos en la noche (Boote in der Nacht) - Elisabeth, Franz Joseph
En la cima del mundo que se hunde (Am Deck der sinkenden Welt) - Lucheni, La Muerte, Franz Joseph, los Habsburgos (se omite la primera parte de la canción en la producción de Takarazuka)
Cae el velo (Der Schleier fällt) - Elisabeth, La Muerte
Final (Schlussapplaus) - Instrumental (varía la longitud y la selección en producciones diferentes)